# Перес, Мерседес (тяжелоатлетка)
Мерседес Исабель Перес Тигреро (исп. Mercedes Isabel Perez Tigrero, род. 7 августа 1989, Санта-Марта, Колумбия) — колумбийская тяжелоатлетка, участница трёх летних Олимпийских игр, двукратная победительница Панамериканских игр, чемпионка мира среди юниоров.

## Биография
На чемпионатах мира Мерседес Перес дебютировала в 2005 году. В категории до 58 кг юная спортсменка заняла 9-е место с результатом 197 кг. В 2006 году Перес стала серебряным призёром юниорского чемпионата мира, уступив лишь россиянке Светлене Царукаевой. Спустя год Мерседес, перешедшая в категорию до 63 кг, взяла золотую медаль на юниорском первенстве, опередив ближайшую соперницу китаянку Цзян Си на 6 кг, при этом установив новые юниорские рекорды Америки во всех трёх упраженениях. В марте 2008 года Перес впервые стала чемпионкой Америки.
Летом 2008 года Мерседес Перес дебютировала на летних Олимпийских играх в Пекине. По итогам трёх попыток в рывке в соревнованиях в категории до 63 кг колумбийская тяжелоатлетка с результатом 97 кг шла на 9-м месте. В толчке результативной оказалась лишь одна попытка. По итогам соревнований Мерседес заняла 9-е место, но после перепроверки в 2016 году допинг-проб с Игр в Пекине, и последующей за этим дисквалификацией казахстанской спортсменки Ирины Некрасовой, Перес поднялась в итоговом протоколе на одну строчку вверх. В 2009 году Перес защитила чемпионский титул на Панамериканском чемпионате, а также стала второй на чемпионате Южной Америки. В 2010 году Мерседес на чемпионате Америки стала только второй, уступив первое место своей соотечественнице Нисиде Паломеке. С 2011 года Перес стала выступать в более тяжёлом весе, перейдя в категорию до 69 кг. На первом же своём крупном турнире колумбийская тяжелоатлетка одержала победу. Перес с результатом 232 кг стала чемпионкой Панамериканских игр. Затем на протяжении двух лет подряд Мерседес становилась победительницей Панамериканского чемпионата. В 2014 году Перес вернулась в категорию до 63 кг и в 2015 году завоевала своё второе золото Панамериканских игр.
В 2016 году на летних Олимпийских играх в Рио-де-Жанейро Мерседес была близка к завоеванию медали в соревнованиях в категории до 63 кг. После рывка Перес шла четвёртой, отставая от занимающей третье место Чхве Хё Сим всего на 1 кг. В толчке колумбийка взяла вес 130 кг, но этого не хватило для попадания на пьедестал, поскольку все основные соперницы показали результат лучше, чем Мерседес.
В сентябре 2019 года на чемпионате мира в Паттайе, Мерседес, в весовой категории до 64 кг, завоевала малую бронзовую медаль в толкании штанги (132 кг). В итоговом протоколе стала четвёртой (сумма 238 кг).

## Результаты

### Олимпийские игры
| Олимпийские игры    | Категория | Рывок | Толчок | Сумма | Место |
| ------------------- | --------- | ----- | ------ | ----- | ----- |
| Пекин 2008          | до 63 кг  | 97    | 120    | 217   | 8     |
| Рио-де-Жанейро 2016 | до 63 кг  | 104   | 130    | 234   | 4     |
| Токио 2020          | до 64 кг  | 101   | 126    | 227   | 4     |

### Чемпионат мира
| Чемпионат мира     | Категория | Рывок | Толчок | Сумма | Место |
| ------------------ | --------- | ----- | ------ | ----- | ----- |
| Доха 2005          | до 58 кг  | 88    | 109    | 197   | 9     |
| Санто-Доминго 2006 | до 58 кг  | 90    | 111    | 201   | 6     |
| Чиангмай 2007      | до 63 кг  | 97    | DNF    | —     | —     |
| Коян 2009          | до 63 кг  | 100   | 125    | 225   | 11    |
| Анталья 2010       | до 63 кг  | 99    | 125    | 224   | 8     |
| Париж 2011         | до 69 кг  | 100   | 130    | 230   | 8     |
| Вроцлав 2013       | до 69 кг  | 105   | 130    | 235   | 7     |
| Алма-Ата 2014      | до 63 кг  | 104   | 127    | 231   | 11    |
| Хьюстон 2015       | до 63 кг  | 97    | 130    | 227   | 8     |

### Личные рекорды
| Упражнение | Результат | Дата        | Место проведения |
| ---------- | --------- | ----------- | ---------------- |
| Рывок      | 105 кг    | 6 июня 2016 | Картахена        |
| Толчок     | 135 кг    | 10 мая 2012 | Гватемала        |
| Сумма      | 240 кг    | 10 мая 2012 | Гватемала        |